# Духът на времето: Филмът
 Тази статия е за филма Zeitgeist.  За философския термин вижте Zeitgeist.  
„Духът на времето: Филмът“ (на английски: Zeitgeist: The Movie) е американски документален филм-експозе от 2007 г. върху съвременната религия, правителства и глобална икономика.
На фокус във филма са хипотеза за Исус, атентатите от 11 септември и щатският Федерален резерв. Представени са няколко теории върху тези три теми.
Филмът е продуциран от Питър Джоузеф, който го пуска за безплатно гледане онлайн в Google Video през юни 2007 г. Редактирана версия е представена като глобална премиера на 10 ноември 2007 г. на 4-тия годишен филмов фестивал Artivist, където печели наградата Best Feature - Artivist Spirit.

## Критика
Много историци и учени, работещи в областта на библейската история и археология, критикуват тезите и изводите на режисьора. На критиката на филма са посветени множество научни публикации, както и цели книги.